# 版纳藤黄
版纳藤黄（学名：Garcinia xishuanbannaensis）是金丝桃科藤黄属的植物，是中国的特有植物。分布于中国大陆的云南等地，生长于海拔600米的地区，常生于沟谷密林中，目前尚未由人工引种栽培。

## 外部連結
- 1,3,5,6-四羥基-7-(3-甲基-2-乙基)占噸酮 1,3,5,6-Tetrahydroxy-7-(3-methylbut-2-enyl)xanthone （页面存档备份，存于） 中草藥化學圖像數據庫 (香港浸會大學中醫藥學院) （中文）（英文）
- 異巴西紅厚殼素 Isojacareubin （页面存档备份，存于） 中草藥化學圖像數據庫 (香港浸會大學中醫藥學院) （中文）（英文）